# Kühndorf (Lehrberg)
Kühndorf (fränkisch: Kehdorf) ist ein Gemeindeteil des Marktes Lehrberg im Landkreis Ansbach (Mittelfranken, Bayern). Kühndorf liegt in der Gemarkung Brünst.

## Geografie
Im Weiler entspringt ein namenloser linker Zufluss des Pulverbachs. 0,5 km südöstlich liegt das Brandholz. Die Kreisstraße AN 10 führt die Staatsstraße 2255 kreuzend nach Schönbronn (1,8 km östlich) bzw. nach Buhlsbach (0,8 km westlich). Eine Gemeindeverbindungsstraße führt nach Strüth (1,7 km südlich).

## Geschichte
Der Ort wurde 1394 als „Kindorff“ erstmals urkundlich erwähnt. Am wahrscheinlichsten ist die Ableitung des Ortsnamens vom althochdeutschen Wort „kên“ (= Nadelbaum) mit der daraus resultierenden Bedeutung Zum Dorf bei den Nadelbäumen.
Gegen Ende des 18. Jahrhunderts gab es in Kühndorf 4 Anwesen und ein Gemeindehirtenhaus. Das Hochgericht übte das brandenburg-ansbachische Hofkastenamt Ansbach aus. Die Dorf- und Gemeindeherrschaft hatte das Stiftsamt Ansbach. Grundherren waren das Stiftsamt Ansbach (2 Halbhöfe, 1 Gut) und der Ansbacher Eigenherr von Appold (1 Hof). Von 1797 bis 1808 unterstand der Ort dem Justiz- und Kammeramt Ansbach.
Im Rahmen des Gemeindeedikts wurde Kühndorf dem 1808 gebildeten Steuerdistrikt Brünst und der 1811 gegründeten Ruralgemeinde Brünst zugeordnet. Im Zuge der Gebietsreform in Bayern wurde diese am 1. Januar 1978 nach Lehrberg eingemeindet.

## Einwohnerentwicklung
| Jahr      | 001818 | 001840 | 001861 | 001871 | 001885 | 001900 | 001925 | 001950 | 001961 | 001970 | 001987 | 002008 |
| Einwohner | 31     | 32     | 34     | 40     | 38     | 32     | 37     | 39     | 29     | 22     | 30     | 27     |
| Häuser    | 5      | 6      |        |        | 6      | 8      | 6      | 6      | 6      |        | 7      |        |
| Quelle    | [ 14 ] | [ 15 ] | [ 16 ] | [ 17 ] | [ 18 ] | [ 19 ] | [ 20 ] | [ 21 ] | [ 22 ] | [ 23 ] | [ 24 ] | [ 1 ]  |

## Religion
Der Ort ist seit der Reformation evangelisch-lutherisch geprägt und bis heute nach St. Johannes (Wernsbach bei Ansbach) gepfarrt. Die Einwohner römisch-katholischer Konfession waren zunächst nach St. Ludwig (Ansbach) gepfarrt, seit 1970 ist die Pfarrei Christ König (Ansbach) zuständig.